# De Telegraaf
De Telegraaf ("El Telégrafo") es el mayor periódico neerlandés de circulación diaria, con una circulación diaria de aproximadamente 452.390 (2014). De Telegraaf tiene su sede en Ámsterdam.
De Telegraaf es propiedad de Telegraaf Media Groep  que también publica un diario gratuito, Metro.

## Contenido Editorial
Este periódico nacional contiene muchas "sensacionales" y artículos relacionados con el deporte, y una o más páginas cuyo contenido es proporcionado por el chisme Privé-magazine (Privado). La cobertura de noticias financieras, sin embargo, es más grave en el tono. Sus noticias se dirigen a un público amplio, sobre todo en un estilo populista, el de atraer a grupos específicos para los anunciantes del diario.

## Historia
De Telegraaf fue fundada por Henry Tindal, que al mismo tiempo comenzó otro periódico llamado De Courant ("La Gaceta"), sucesor de la Courante. El primer número apareció el 1 de enero de 1893. Tras la muerte de Tindal el 31 de enero de 1902 la impresora Holdert Hak, con el apoyo de los financieros, se hizo cargo de De Telegraaf y Courant el 12 de septiembre de 1902. Esto resultó ser una buena inversión, especialmente en lo que respecta a De Courant, lo que permite a Holdert entre 1903 y 1923 hacerse cargo de un periódico tras otro, se suspende la publicación a su paso. Agregó el nombre Amsterdamsche Courant ("Gaceta de Ámsterdam") como subtítulo de De Telegraaf, y Het Nieuws van den Dag ("News of the Day") a De Courant. En 1926, comenzó la construcción de una nueva planta de impresión en el Nieuwezijds Voorburgwal en Ámsterdam, diseñado por JF Staal y GJ Langhout. La construcción fue terminada y el edificio ocupado en 1930. En un momento, en junio de 1966, el edificio fue sitiado por trabajadores de la construcción enojados y seguidores Provo, después de reportar falsamente que la víctima de conflicto de trabajo había sido asesinado por la policía, sino que fue un compañero de trabajo. En 1974, De Telegraaf se trasladó a su ubicación actual en el Basisweg.
Durante la Primera Guerra Mundial, cuando los Países Bajos fueron oficialmente neutral, las simpatías de Francia de que Holdert y su punto de vista probritánico causaron que De Telegraaf fuera un foco de controversia. Durante la Segunda Guerra Mundial, las empresas Telegraaf publicaron documentos de proalemán, que dieron lugar a una prohibición sobre la publicación de treinta años después de la guerra. La prohibición, sin embargo, levantó en 1949 y De Telegraaf floreció de nuevo a ser el de mayor circulación en los Países Bajos.
El De Courant / Nieuws van de Dag dejó de publicarse en el año 1998.
A partir del 21 de marzo de 2004, De Telegraaf comenzó a publicar también los domingos.
El periódico recibió una carta el 28 de junio de 2006 señalando que los cuerpos de dos niñas belgas, que desaparecieron el 10 de junio de 2006, fueron localizados. Esto resultó ser cierto. También recibieron un mensaje, con mapas, el 13 de junio de 2007 que describe la ubicación del cuerpo del niño británica desaparecida Madeleine McCann. El mapa fue de formato similar y de escritura a mano al mapa recibido por el periódico para la desaparición de Mahy e Lemmens, pero esto resultó ser infructuosa.